# Лепаж, Робер
Робер Лепаж (фр. Robert Lepage; род. 12 декабря 1957[…], Квебек) — канадский режиссёр театра и кино, актёр, драматург и сценарист, основатель и художественный руководитель квебекского театра Ex Machina, постановщик концертных программ Питера Гэбриэла, шоу Cirque du Soleil и оперных спектаклей.

## Биография

### Ранние годы
Вырос в городе Квебек. Отец, бывший морской офицер, работал таксистом. В возрасте 5 лет у Робера была обнаружена редкая форма заболевания алопеция, которая привела к полной потере волосяного покрова. В семье было четверо детей, двое биологических (франкоговорящих, одним из которых был Робер) и двое приёмных (англоговорящих)

### Театр (до 1994)
В 1975—1978 годах изучал театральное искусство в квебекской Консерватории музыки и драматического искусства, а затем посещал семинары театральной школы Алена Кнаппа в Париже.
По возвращении в Квебек участвовал в нескольких независимых постановках в качестве драматурга, режиссёра и актёра и получил работу в Театре Repère (1980). С труппой этого театра создал Circulations (1984). Этот спектакль, гастролирующий по Канаде, получил приз за лучшую канадскую постановку во время La Quinzaine Internationale de Théâtre de Québec. На следующий год Лепаж поставил The Dragons' Trilogy, которая получила международное признание. Следом создал спектакли Vinci (1986), Polygraphe (1987—1990) and Tectonic Plates (1988—1990).
С 1989 по 1993 год работал художественным директором франкоязычного театра Национального центра искусств в Оттаве и одновременно с этим продолжал ставить спектакли. Его постановки Needles and Opium, Coriolanus, Macbeth, The Tempest and A Midsummer Night’s Dream созданы именно в этот период.

### Ex Machina
В 1994 году создал мультидисциплинарную продюсерскую компанию Ex Machina и стал её художественным директором. Постановки Ex Machina, среди которых The Seven Streams of the River Ota (1994) and Elsinore (1995), ставятся на различных сценах мира. В 1994 году Лепаж был приглашён для постановки A Dream Play Августа Стриндберга в Королевском драматическом театре (Стокгольм). Премьера состоялась осенью 1994, а затем, осенью 1995 постановка переместилась в Глазго (Шотландия).
В 2000 году создал моноспектакль «Обратная сторона Луны» (фр. La Face cachée de la lune), в котором тема космической гонки между США и СССР вплетена в историю о двух братьях-квебекцах и их сложных взаимоотношениях после смерти матери. Спектакль получил несколько наград, в том числе 4 приза Gala des Masques, а также награды Time Out Award и Evening Standard Award. В 2003 году Лепаж перенёс свою пьесу на экран и сам исполнил роли обоих братьев в фильме (так же как и в спектакле).
В 2005 году создал ещё один моноспектакль, «Проект Андерсен» (Le Projet Andersen), посвящённый жизни и творчеству датского писателя Ханса Кристиана Андерсена и его сказке «Дриада». Лепаж исполнил этот спектакль в качестве актёра в более чем 10 странах, после чего передал роль Иву Жаку, который унаследовал также роль в «Обратной стороне Луны».
В феврале 2009 в лондонском театре Сэдлерс-Уэллс состоялась премьера спектакля Eonnagata, в котором Лепаж соединил различные театральные жанры. Весной того же года Лепаж представил The Blue Dragon (Le Dragon Bleu), продолжение Dragons' Trilogy и снова исполнил роль Пьера Лямонтаня, квебекского художника, живущего в Китае.
В 2015 году создал новый моноспектакль, «887», построенный на воспоминаниях и личных переживаниях ребёнка, ставшего свидетелем Октябрьского кризиса 1970 года.

### Кино
Помимо «Обратной стороны Луны», поставил ещё несколько фильмов: Le Confessionnal (1995), Le Polygraphe (1997), Nô (1998) and Possible Worlds (2000). Также снимался в фильмах других режиссёров, например «Иисус из Монреаля» (1989) и Stardom (2001) Дени Аркана, «Марс и Апрель» Мартена Вильнёва (2012)

### Музыкальные постановки
Помимо драматических, создаёт музыкальные спектакли различных жанров. Был постановщиком туров Питера Гэбриэла the Secret World Tour (1993/1994), а затем Growing Up tour (2003/2004).
Лепаж поставил несколько опер, среди которых такие как Bluebeard’s Castle и Erwartung (Канадская оперная компания), The Damnation of Faust в Японии и Париже и 1984 Лорина Маазеля в лондонской Королевской опере в 2005. В ноябре 2008 Лепаж ставит The Damnation of Faust Г. Берлиоза в Метрополитен-опера в Нью-Йорке.
Постановка «Похождений повесы» Стравинского с дирижёром Кристофером Хогвудом была возобновлена в Королевском театре (Мадрид) в 2009.
Осенью 2009 года Лепаж ставит The Nightingale and Other Short Fables, представление, объединяющее две короткие оперы И. Стравинского: «Соловей» (1914) и «Байка» (1915/1922). В этой работе Лепаж использовал элементы театра теней, кабуки, китайской оперы и вьетнамского кукольного театра на воде. Премьера состоялась в Канадской опере в Торонто.
В 2010—2012 годах Метрополитен-опера в Нью-Йорке представила полный цикл из 4-х опер «Кольцо нибелунга» Рихарда Вагнера в постановке и со сценографией Лепажа.

### Цирк
В 2005 по приглашению Cirque du Soleil создал стационарное шоу Kà в Лас-Вегасе в MGM Grand. Позже поставил ещё одно шоу для Cirque du Soleil, на сей раз гастрольное — Totem.

### Мультимедийные проекты
Помимо сценических, Ex Machina выпускает и мультимедийные проекты, такие как The Image Mill в честь Нормана Макларена, пионера мультипликационного кино. В 2008 году в ознаменование 400-летия города Квебека проект был впервые представлен в виде свето-музыкальной проекции на здании зернового элеватора в порту Квебека. В течение последующих 5-ти лет проект возвращался в город на несколько летних недель, каждый раз в новом варианте.
В 2015 году представил монреальской публике свой новый проект, «Ночь в библиотеке» (La bibliothèque, la nuit) — виртуальное путешествие по самым грандиозным библиотекам мира, по мотивам одноимённой книги Альберто Мангеля. Проект был посвящён 10-летию Главного здания Национальной библиотеки и архива Квебека. Затем (в 2016 году) проект был показан в городе Квебеке (Музей цивилизации) и в Москве (2017 год, Мультимедиа-арт-музей).

### Робер Лепаж в России
В 2005 году в Москве режиссёру была вручена премия имени Станиславского. В этом же году на XXVII Московском международном кинофестивале была представлена ретроспектива его фильмов.
Несколько спектаклей Робера Лепажа были показаны в России в рамках Чеховского фестиваля. Так, на Седьмом фестивале в 2007 году московская публика увидела 4 спектакля: «Обратная сторона Луны» (Золотая маска за лучший иностранный спектакль сезона, показанный в России), «Проект Андерсен», «Busker’s opera» и «Трилогия драконов». В 2009 году на Восьмом фестивале был продемонстрирован девятичасовой спектакль «Липсинк» (Золотая маска за лучший иностранный спектакль сезона, показанный в России). В программу фестиваля 2011 года включена постановка «Эоннагата», сюжет которой построен вокруг истории знаменитого авантюриста шевалье д’Эона. На Чеховском фестивале 2019 года был представлен спектакль «Семь притоков реки Ота», с которого Робер Лепаж начинал свою карьеру — семичасовое театральное путешествие во времени и пространстве, к истокам грандиозных событий XX века.
В 2013 году выпустил спектакль «Гамлет | Коллаж» в Москве в Театре наций с Евгением Мироновым, исполнившим все роли. В 2021 году поставил в Театре наций спектакль «Мастер и Маргарита».
В 2017 в рамках фестиваля «Территория» в Мультимедиа-арт-музее представлен мультимедийный проект Лепажа «Ночь в библиотеке» (La bibliothèque, la nuit).

## Театральные работы

### Режиссёр
- 1984 — «Круговорот» / Circulations
- 1985 — «Трилогия драконов» / La Trilogie des dragons
- 1986 — «Винчи» / Vinci
- 1987 — «Детектор лжи» / Le Polygraphe
- 1988 — «Тектонические плиты» / Les Plaques tectoniques; Сон в летнюю ночь / Le songe d’une nuit d été
- 1989 — «Эхо» / Écho
- 1991 — «Иглы Опиума» / Les Aiguilles et l’opium
- 1995 — «Эльсинор» / Elseneur
- 2000 — «Обратная сторона Луны» / La Face cachée de la lune
- 2004 — The Busker’s opera
- 2005 — «Проект Андерсен» / Le Projet Andersen
- 2007 — «Липсинк» / Lipsynch'
- 2008 — «Голубой дракон» / Le Dragon bleu
- 2009 — «Эонагата» / Eonnagata, спектакль, созданный совместно с хореографом Расселом Малифантом[англ.] и балериной Сильви Гиллем. Звуковое оформление — Жан-Себастьян Коте[англ.], художник по костюмам — Александр Маккуин, художник по свету — Michael Hulls (премия Лоренса Оливье 2010 года в том числе за этот спектакль). Премьерный показ состоялся в Квебеке в декабре 2008 года[30].
- 2013 — «Гамлет | Коллаж» / Hamlet | Сollage (Театр наций)
- 2015 — «887»
- 2018 — «Кориолан» / Coriolanus
- 2021 — «Мастер и Маргарита» (Театр наций)

#### Опера
- 1992 — «Замок герцога Синяя Борода» Белы Бартока; Ожидание Арнольда Шёнберга
- 1999 — «Осуждение Фауста» Гектора Берлиоза
- 2005 — «1984» Лорина Маазеля
- 2007 — «Похождения повесы» Игоря Стравинского
- 2008 — «Осуждение Фауста» Гектора Берлиоза
- 2009 — «Соловей и другие небылицы» по Игорю Стравинскому
- 2010 — «Золото Рейна» Рихарда Вагнера
- 2012 — «Буря» Томаса Адена

### Драматург
- 1984 — Круговорот / Circulations
- 1985 — Трилогия драконов / La Trilogie des dragons
- 1986 — Винчи / Vinci
- 1987 — Детектор лжи / Le Polygraphe
- 1988 — Тектонические плиты / Les Plaques tectoniques
- 1991 — Иглы Опиума / Les Aiguilles et l’opium
- 1995 — Эльсинор / Elseneur
- 2000 — Обратная сторона Луны / La Face cachée de la lune
- 2006 — Проект Андерсен / Le Projet Andersen
- 2007 — Липсинк / Lipsynch
- 2009 — Голубой дракон / Le Dragon bleu

## Фильмография

### Режиссёр
- 1995 — Исповедь / Le Confessionnal
- 1996 — Детектор лжи / Le Polygraphe
- 1998 — Но / Nô
- 2000 — Возможные миры / Mondes possibles (Possible Worlds)
- 2003 — Обратная сторона Луны / La Face cachée de la lune

### Актёр
- 1989 — «Иисус из Монреаля» / Jésus de Montréal: René
- 1990 — Дин и Дон / Ding et Dong: le film : Pharus
- 1991 — Монреаль глазами… / Montréal vu par…
- 1992 — Тектонические плиты / Tectonic Plates
- 1994 — Смертельный змей / La Marque du serpent|Viper: Tenancier du bar
- 2000 — Звёздный статус / Stardom: Bruce Taylor
- 2003 — Обратная сторона Луны / La Face cachée de la lune: Phillippe / André
- 2004 — Кинопробы / L’Audition: Réalisateur, agence de casting
- 2006 — Вакансий нет / No-Vacancy: Éric Millette
- 2006 — В городах / Dans les villes: Jean-Luc
- 2007 — Прекрасная отравительница / La belle empoisonneuse
- 2012 — Марс и Апрель / Mars et Avril: Eugène Spaak (в работе)